# Gunung Iya
Gunung Iya är ett berg i Indonesien. Det ligger i den södra delen av landet, 1 700 km öster om huvudstaden Jakarta. Toppen på Gunung Iya är 624 meter över havet, eller 608 meter över den omgivande terrängen. Bredden vid basen är 6,2 km.
Terrängen runt Gunung Iya är huvudsakligen kuperad, men åt nordväst är den platt. Havet är nära Gunung Iya åt sydväst. Närmaste större samhälle är Ende, 5,7 km norr om Gunung Iya. 